# Claude Vilgrain
Claude Vilgrain (* 1. März 1963 in Port-au-Prince) ist ein ehemaliger kanadisch-haitianischer Eishockeyspieler, der in seiner aktiven Zeit von 1980 bis 2002 unter anderem für die Vancouver Canucks, New Jersey Devils und Philadelphia Flyers in der National Hockey League sowie die Frankfurt Lions und die SERC Wild Wings in der Deutschen Eishockey Liga gespielt hat.

## Karriere
Claude Vilgrain, der bereits als Kind mit seiner Familie nach Kanada ausgewandert war, begann seine Karriere als Eishockeyspieler bei den Laval Voisins, für die er von 1980 bis 1983 in der Quebec Major Junior Hockey League aktiv war. In dieser Zeit wurde er im NHL Entry Draft 1982 in der sechsten Runde als insgesamt 107. Spieler von den Detroit Red Wings ausgewählt, für die er allerdings nie spielte. Nachdem der Angreifer drei Spielzeiten lang für die Mannschaft der Université de Moncton auf dem Eis stand, spielte er von 1986 bis 1988 in zahlreichen Spielen für diverse Auswahlmannschaften des Team Canada. Am 18. Juni 1987 erhielt der gebürtige Haitianer schließlich einen Vertrag bei den Vancouver Canucks, für die er in der Saison 1987/88 sein Debüt in der National Hockey League gab. 
Vor der Saison 1988/89 erhielt Vilgrain keinen Platz im NHL-Kader Vancouvers, woraufhin er kurz vor dem Ende der Trade Deadline zu den New Jersey Devils transferiert wurde, wo er überwiegen für deren Farmteam, die Utica Devils aus der American Hockey League spielte. Während seiner einzigen kompletten NHL-Saison erzielte der Flügelspieler in der Saison 1991/92 in 71 Spielen 46 Scorerpunkte, darunter 19 Tore. Zudem kam er zu zwei Scorerpunkten, darunter ein Tor, in sieben Playoff-Spielen. 
Am 3. August 1993 wechselte Vilgrain als Free Agent zu den Philadelphia Flyers, für die er allerdings in der folgenden Saison nur zwei Spiele in der NHL bestritt, in denen er punkt- und straflos blieb. Den Rest der Spielzeit war er für deren AHL-Farmteam, die Hershey Bears aktiv. Anschließend spielte der Olympiateilnehmer erstmals in Europa, wo er zunächst von 1994 bis 1997 drei Jahre lang für den SC Herisau aus der Schweizer Nationalliga B, sowie je eine Spielzeit lang in der Deutschen Eishockey Liga bei den Frankfurt Lions und den SERC Wild Wings unter Vertrag stand. Nach zwei weiteren Jahren in der Schweizer NLB beim EHC Biel, beendete der Angreifer 2002 beim SC Bern aus der Nationalliga A seine Karriere.   

### International
Für Kanada nahm Vilgrain an den Olympischen Winterspielen 1988 in Calgary teil, bei denen er mit seiner Mannschaft den vierten Platz belegte. Zudem stand Vilgrain in 150 Testspielen für das Team Canada auf dem Eis, in denen er 128 Scorerpunkte, davon 54 Tore, erzielte. 

## Erfolge und Auszeichnungen
- 1983 QMJHL Second All-Star Team
- 1996 Spengler-Cup-Gewinn mit dem Team Canada
- 1997 Topscorer der NLB-Playoffs
- 2000 Schlüsselspieler der NLB
- 2000 Topscorer der NLB